# Wunderbarer Planet
Wunderbarer Planet (Chikyū Daikikō) ist eine 12-teilige japanische Dokumentationsreihe, die sich mit der Entwicklungsgeschichte der Erde befasst. Die Serie wurde von der japanischen Fernsehanstalt NHK produziert. Kooperationspartner waren Antenne 2 (Frankreich), Korean Broadcasting System (Südkorea), KCTS Association (USA), TNC Channel Nine (Australien), RAI (Italien), TV Espanola (Spanien), Veronica Omroep (Niederlande) und TV Ontario (Kanada). Die Musik wurde von Yōichirō Yoshikawa produziert.
In Deutschland wurde die Serie beim ZDF von Jürgen Voigt bearbeitet und 1989 ausgestrahlt. Der Off-Sprecher war Klaus Eckert.

## Sendungen
| Nr. | Titel                       | Erstausstrahlung |
| --- | --------------------------- | ---------------- |
| 1   | Die Geburt des Planeten     | 2. Juli 1989     |
| 2   | Auf dem Feuerball           | 3. Juli 1989     |
| 3   | Ozean des Lebens            | 9. Juli 1989     |
| 4   | Im Felsen versiegelt        | 10. Juli 1989    |
| 5   | Gebirge türmen sich auf     | 16. Juli 1989    |
| 6   | Die großen Wälder           | 17. Juli 1989    |
| 7   | Untergang der Dinosaurier   | 23. Juli 1989    |
| 8   | Spuren des Eises            | 24. Juli 1989    |
| 9   | Die Wüste wandert           | 30. Juli 1989    |
| 10  | Schätze aus glühender Tiefe | 31. Juli 1989    |
| 11  | Schutzschild Atmosphäre     | 6. Aug. 1989     |
| 12  | Der Planet des Menschen     | 7. Aug. 1989     |